# Muhlenbergia atacamensis
Muhlenbergia atacamensis är en gräsart som beskrevs av Parodi. Muhlenbergia atacamensis ingår i släktet muhlygräs, och familjen gräs. Inga underarter finns listade i Catalogue of Life.